# Пушкінська (станція метро, Москва)
Пушкінська (рос. Пушкинская) — станція Тагансько-Краснопресненської лінії Московського метрополітену. Відкрита 17 грудня 1975 паралельно зі станцією «Кузнецький міст» як центральна дільниця, що сполучає Жданівський і Краснопресненський радіуси в єдину лінію.

## Технічна характеристика
Конструкція станції — колонна, трисклепінна, глибокого закладення (глибина закладення — 51 м), що не будувалися в Москві з 1950-х років. Станція має найбільшу глибину закладення на лінії. Крок колон — 5,25 м. Ширина середнього залу — 8,2 м, висота — 6,25 м.

## Колійний розвиток
Станція без колійного розвитку.

## Оздоблення
Вся станція витримана у білій колірній гамі. Пушкінська тема в оформленні простежується в яскравих мідних карбуваннях, розташованих на колійних стінах — по чотири на кожній. Карбування присвячені: Москві (два карбування), Санкт-Петербургу, Царськосільському ліцею, маєтку Михайлівське, могилі поета у Святогірському монастирі й поетичному дару поета (два карбування). Кожне зображення супроводжується рядками з творів поета.

## Вестибюлі та пересадки
Станція має два підземних вестибюлі.
Західний підземний вестибюль є спільним для станцій «Пушкінська» і «Тверська», та є підземним ансамблем з двох великих прямокутних залів, сполучених двома широкими і короткими проходами. Між проходами знаходяться каси. Вийти у місто можна на Тверську вулицю, у цоколь будівлі видавництва «Ізвестія», в довгий підземний перехід під Тверською площею.
Східний підземний вестибюль є спільним для станцій «Пушкінська» і «Чеховська» і є великим прямокутним приміщенням з низькою пласкою підвісною стелею, покритою невеликими квадратними світловими кесонами. Вийти можна ву підземний перехід під Страстним бульваром.
Пересадний вузол, станції який було названо на честь письменників і поетів О. С. Пушкіна, Максима Горького та А. П. Чехова, був глибоко символічним. В 1991 році станція Горьківська була перейменована на Тверську, одночасно з аналогічним перейменуванням вулиці Горького.
Перехід на станцію «Тверська» Замоскворіцької лінії починається у західній половині станції сходами на місток через платформу і колії в бік станції Вихіно.
Перехід на станцію «Чеховська» Серпуховсько-Тимірязєвської лінії можна здійснити двома шляхами. Перший — по сходах і містку у східній половині головного залу станції. Другий — по коридору від східного торця станції.

### Пересадки
- Метростанцію  Тверська
- Метростанцію   Чеховська
- Автобуси: м1, м5, м40, е30, с344, с511, н1, н12

## Пасажиропотік
«Пушкінська» — одна з найзавантаженіших станцій метро, щодня станцією користуються близько 400 тис. осіб: 170 тис. осіб — з переходу станції «Тверська» і 212 тис. осіб — з переходу станції «Чеховська». Пасажиропотік через вестибюлі становить 46,77 тис. осіб.